# Mamà compie 100 anni
Mamà compie 100 anni (Mamá cumple cien años) è un film del 1979 diretto da Carlos Saura.
Fu candidato all'Oscar al miglior film straniero.

## Riconoscimenti
- Premio Oscar
  - Candidatura all'Oscar al miglior film straniero